# أول ميكلسن
أول ميكلسن (بالإنجليزية: Ole Mikkelsen) هو لاعب كرة قدم ومدرب كرة قدم أمريكي في مركز الهجوم، ولد في 8 أبريل 1959 في لوس أنجلوس في الولايات المتحدة. لعب مع سان خوزيه إيرث كويكس ولوس أنجلوس لايزرز.